# Sommer i Europa
"Sommer i Europa" er en sang fra den danske popsanger Rasmus Nøhr. Den udkom i 2006 på hans andet studiealbum Lykkelig smutning. Den handler om Nøhr lyst til at komme væk fra den grå, mørke vinter og i stedet tage til varmen i Sydeuropa i ved Moldau i Prag, Colosseum i Rom, Alsace og Nice i Frankrig.
Sangen toppede Tjeklisten som nummer 1 i fire uger. Ved Danish Music Awards 2007 optrådte Nøhr med "Sommer i Europa", og den var samtidig nomineret til "Årets danske hit". Nummeret var også nomienret til P3 Lytterhittet ved P3 Guld i 2006. I juli 2006 blev "Sommer i Europa" blev certificeret platin.
Sangen var også på Nøhrs opsamlingsalbum Samlesæt Vol. 1 - bedste sange 2000-2010, der udkom i 2011.
I den tilhørende musikvideo ses Nøhr optræde med sangen med forskellige baggrundsbilleder. I første omgang en kedelig regnvåd vej i Danmark, og herefter skiftende billeder af sandstrande, Nice' kystlinje og Taj Mahal.